# Richard Coles
Richard Coles (ur. 26 marca 1962 w Northampton) – brytyjski multiinstrumentalista, kompozytor, dziennikarz i duchowny anglikański. Partnerował Jimmy’emu Somerville’owi pod koniec lat 80. XX w. w duecie The Communards. Od 2005 jest prezbiterem Kościoła Anglii.

## Życiorys

### Kariera muzyczna
Coles po raz pierwszy wszedł do studia nagraniowego jako muzyk sesyjny grający na klarnecie do piosenki It Ain’t Necessarily So, którą w 1984 r. grupa Bronski Beat lansowała jako przebój. Wokalistą i liderem tej grupy był wówczas Jimmy Somerville. Dwa lata później po rozpadzie Bronski Beat obydwaj muzycy, Coles i Somerville, założyli duet synth popowy The Communards. Ich pierwsza płyta długogrająca Communards ukazała się nakładem London Records w 1986 r. Obydwaj muzycy komponowali wspólnie większość utworów. Coles zajmował się instrumentacją, grając na fortepianie i elektronicznych instrumentach klawiszowych, aranżując partie smyczkowe i dęte oraz dyrygował zespołami sesyjnymi.
Duet przetrwał jedynie dwa lata, nagrywając w tym czasie 4 albumy i zdobywając sporą popularność. Po jego rozpadzie Richard Coles poświęcił się pracy dziennikarskiej dla czasopism „Times Literary Supplement” i „Catholic Herald”.

### Kapłaństwo
Według własnych wspomnień, Coles zaczął przejawiać poważniejsze zainteresowanie praktykami religijnymi w 1989 roku, m.in. pod wpływem przeżyć związanych ze śmiercią jego licznych znajomych chorujących na AIDS. W latach 1991–1994 studiował teologię w King’s College London. W 2003 rozpoczął formację kapłańską w Kolegium Zmartwychwstania, anglikańskim seminarium duchownym w Mirfield. W 2005 został wyświęcony na duchownego Kościoła Anglii. Był wikariuszem w parafiach w Londynie i Bostonie, a także kapelanem Królewskiej Akademii Muzycznej. Od 2011 jest proboszczem parafii pw. Dziewicy Maryi w Finedon, w swoim rodzinnym hrabstwie Northamptonshire.

## Życie prywatne
Coles przez całe swoje życie jest otwartym homoseksualistą, co w Kościele Anglii, gdzie nie obowiązuje celibat, jest tolerowane wśród
księży. Pozostaje w związku partnerskim z innym księdzem anglikańskim.